# Phyllophaga ciliatipes
Phyllophaga ciliatipes är en skalbaggsart som beskrevs av Blanchard 1850. Phyllophaga ciliatipes ingår i släktet Phyllophaga och familjen Melolonthidae. Inga underarter finns listade i Catalogue of Life.